# Радзішево-Собехово
Радзішево-Собехово (пол. Radziszewo-Sobiechowo) — село в Польщі, у гміні Цехановець Високомазовецького повіту Підляського воєводства.
Населення — 63 особи (2011).
У 1975-1998 роках село належало до Ломжинського воєводства.

## Демографія
Демографічна структура станом на 31 березня 2011 року:
|          | Загалом | Допрацездатний вік | Працездатний вік | Постпрацездатний вік |
| -------- | ------- | ------------------ | ---------------- | -------------------- |
| Чоловіки | 28      | 2                  | 18               | 8                    |
| Жінки    | 35      | 4                  | 21               | 10                   |
| Разом    | 63      | 6                  | 39               | 18                   |